# HD 148451
HD 148451，又名CP-87 259，SAO 258754、HR 6133，是一颗恒星，视星等为6.57，位于銀經305.41，銀緯-26.12，其B1900.0坐标为赤經16h 22m 51.2s，赤緯-87° -26.12′ 33″。